# 津田尚克
津田 尚克（つだ なおかつ）は日本のアニメーション演出家、アニメーション監督。ハルフィルムメーカー出身。

## 参加作品

### テレビアニメ
2005年
- ふしぎ星の☆ふたご姫（設定制作）

2006年
- ふしぎ星の☆ふたご姫 Gyu!（設定進行）

2008年
- イナズマイレブン（演出）
- S・A〜スペシャル・エー〜（演出）
- イタズラなKiss（演出）
- 黒執事（演出）
- 屍姫（2008年 - 2009年、絵コンテ・演出）

2009年
- リストランテ・パラディーゾ（演出）
- 宙のまにまに（演出）
- かなめも（絵コンテ・演出）
- WHITE ALBUM（絵コンテ・演出）
- 戦う司書 The Book of Bantorra（2009年 - 2010年、構成・演出）

2010年
- B型H系（絵コンテ・演出）
- セキレイ〜Pure Engagement〜（演出）
- ヨスガノソラ（演出）
- 侵略!イカ娘（絵コンテ・演出）

2011年
- レベルE（演出）
- アスタロッテのおもちゃ!（演出）
- 毎日かあさん（演出）
- 侵略!?イカ娘（絵コンテ・演出）
- ベン・トー（絵コンテ・演出）

2012年
- 妖狐×僕SS（監督、絵コンテ・演出）
- アクエリオンEVOL（絵コンテ）
- ジョジョの奇妙な冒険（2012年 - 2013年、ディレクター・絵コンテ）

2013年
- 神のみぞ知るセカイ 女神篇（絵コンテ）
- 超次元ゲイム ネプテューヌ THE ANIMATION（絵コンテ・演出）

2014年
- ジョジョの奇妙な冒険 スターダストクルセイダース（2014年 - 2015年、ディレクター・脚本・絵コンテ・演出・演出協力）

2016年
- ジョジョの奇妙な冒険 ダイヤモンドは砕けない（ディレクター・絵コンテ・演出・演出協力）
- PERSONA5 the Animation -THE DAY BREAKERS-（シナリオ協力）

2017年
- サクラダリセット（絵コンテ・演出監修）

2018年
- ジョジョの奇妙な冒険 黄金の風（2018年 - 2019年、総監督・脚本・アクションディレクター・絵コンテ・演出・原画）
- キャプテン翼（絵コンテ）
- フルメタル・パニック! Invisible Victory（絵コンテ）

2019年
- Fairy gone フェアリーゴーン（絵コンテ）

2020年
- 炎炎ノ消防隊 弐ノ章（OP絵コンテ・演出）
- 富豪刑事 Balance:UNLIMITED（絵コンテ）

2022年
- 東京24区（監督・絵コンテ・演出）

2024年
- うる星やつら（2022年版）（絵コンテ・演出）
- SYNDUALITY Noir（絵コンテ・演出）
- 転生したらスライムだった件（絵コンテ・演出）
- 真夜中ぱんチ（絵コンテ）
- さようなら竜生、こんにちは人生（シリーズ構成・脚本）

2025年
- 永久のユウグレ（監督・シリーズ構成）

2026年
- ダーウィン事変（監督）

### 劇場アニメ
- 劇場版イナズマイレブン 最強軍団オーガ襲来（2010年、演出）
- planetarian～星の人～（2016年、監督・音響監督・脚本・絵コンテ・演出）
- 劇場版 転生したらスライムだった件 紅蓮の絆編（2022年、演出[4]）

### OVA
- planetarian 〜雪圏球〜（2021年、スーパーバイザー）

### Webアニメ
- planetarian 〜ちいさなほしのゆめ〜（2016年、監督・音響監督・脚本・絵コンテ）
- GAMERA -Rebirth-（2023年、ストーリーボード）